# Буковина (герцогство)
Букови́нське ге́рцогство (нім. Herzogtum Bukowina; рум. Ducatul Bucovinei) — коронний край Габсбурзької монархії (1849—1918) у межах Буковини, адміністративно-територіальна одиниця Цислейтанії.

## Географічне положення
Буковинське герцогство — переважно гірський край у Буковинському Прикарпатті, найсхідніша коронна земля Австро-Угорщини. Знаходилася між Карпатами та Серетом, від середньої течії Дністра до середньої течії Молдови.
На заході край межував із Королівством Угорським, на північному заході — з Королівством Галичини та Володимирії. Східні та південні межі герцогства співпадали з державним кордоном Австро-Угорщини — на сході (у Дністрово-Прутському межиріччі) з Російською імперією, на сході (південніше Пруту) та півдні з Королівством Румунія.

## Історія
Революція 1848 року в Австрійській імперії призвела до зміни правового статусу Буковини (австрійської частини) і форми управління нею. Румунські землевласники-бояри всупереч петиціям української більшості краю ініціювали відділення від Галичини. Конституція 4 березня 1848 р. вилучила Буковинський округ з Королівства Галичини і Володимирії, вивела з-під управління Галицької адміністрації, та надала Буковині деяку автономію у вирішенні внутрішніх питань.
2 грудня 1848 року цісарем став Франц Йосиф I, який вже у січні 1849-го надав Буковині статус окремого коронного краю, й утворив Буковинське герцогство у персональній унії з Королем Галичини. 29 вересня 1850 р. цісар затвердив тимчасову конституцію краю. У ній підтверджувалося, що Буковина є окремою коронною землею імперії, що її відносини з монархією регулюються державною конституцією через представництво у Райхсраті, що всі народи Буковини рівноправні, що герцогство отримує свій герб.
Як коронна земля Австро-Угорщини герцогство припинило своє існування 6 листопада 1918 року, коли президент Буковини Йозеф фон Ездорф передав владу в Північній Буковині представнику українців Омеляну Поповичу, а в Південній Буковині представнику румунів Аурелу фон Ончулу.

## Територіальний поділ
На момент відокремлення Буковинського округу від Королівство Галичини і Володимирії та піднесення його статусу до коронної землі, край складався з: адміністративного центру Черновиці, 4 повітів (Вижницький, Серетський, Сучавський та Черновицький) та одного окремого (Кимполунгського) околу.

### Після реформи 1850 року
8 жовтня 1850 року за рахунок реорганізації окремого околу та розділення одного з повітів, збільшили до шести кількість політичних повітів (нім. Politischer Bezirk), у складі кожного з яких входидо кілька судових окру́г (нім. Gerichtsbezirk). Після проведеної адміністративної реформи Буковинське герцогство складалося з таких політичних повітів та судових окру́г:
- Бецірк Черновиці з судовими окру́гами Черновиці (дві секції — міська і приміська), Садагура та Сторожинець
- Бецірк Кіцмань (відокремлені від Бецірк Черновіц північні околи) з судовими окру́гами Кіцмань та Заставна
- Бецірк Вижниця з судовими окру́гами Вижниця, Вашківці та Путила
- Бецірк Радівці з судовими окру́гами Радівці, Селятин та Серет
- Бецірк Кимполунг (більша частина окремого Довгопільського оеолу) із судовими окру́гами Кимполунг, Дорнаватра та Ґурагумора
- Бецірк Сучава з судовими окру́гами Сучава та Солка

Статус головного міста коронної землі зберігався за Черновицями.

### Після реформи 1854 року
У рамках реформи 1854 року кількість політичних повітів було збільшено до п'ятнадцяти, і майже десятиліття адміністративно-територіальний поділ Буковинського герцогства мав наступний вигляд:
- Черновиці (столиця коронного краю)

- Бецірк Вашківці на Черемоші
- Бецірк Вижниця
- Бецірк Ґурагумора
- Бецірк Дорнаватра
- Бецірк Заставна
- Бецірк Кіцмань
- Бецірк Кимполунг
- Бецірк Путила
- Бецірк Радівці
- Бецірк Садагура
- Бецірк Серет
- Бецірк Солка
- Бецірк Сторожинець
- Бецірк Сучава
- Бецірк Черновиці

### Після реформи 1865 року

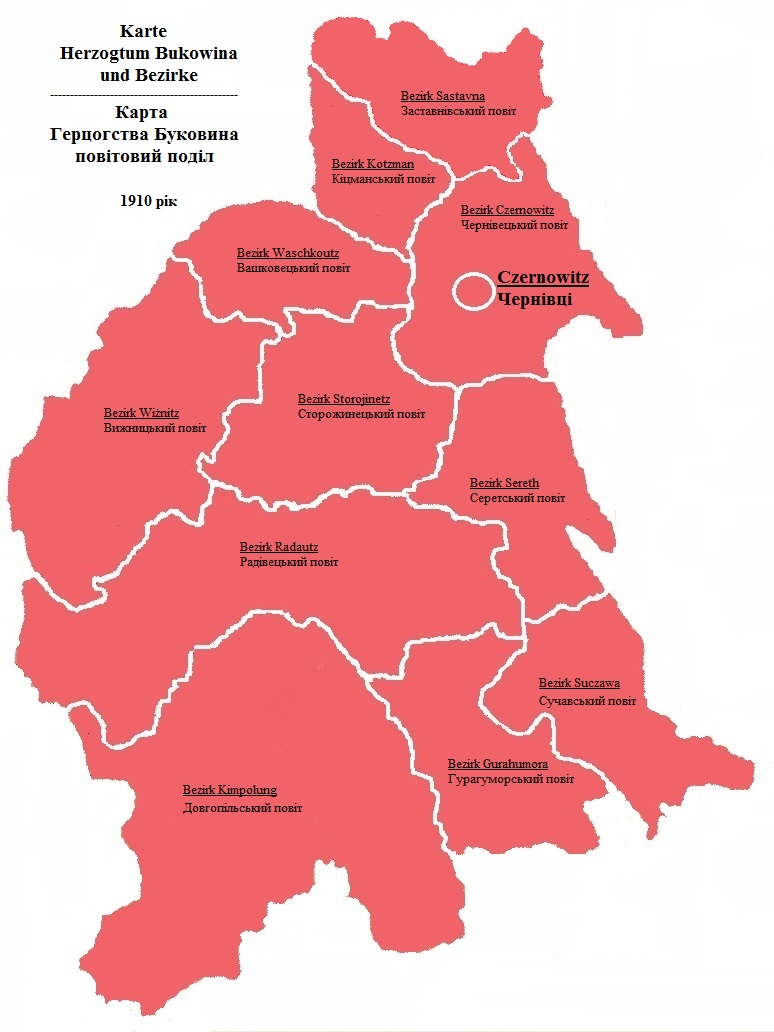
Адміністративний поділ
Герцогства Буковина
(станом на 1910 рік)

Після адміністративної реформи 1865—1867 років кількість повітів скорочена до 11. Станом на 1910 рік Буковинське герцогство складалося з таких частин:
- Столиця (нім. Hauptstadt)  — Черновиці
- Вашківецький повіт
- Вижницький повіт
- Ґурагуморський повіт
- Заставнівський повіт
- Кимполунгський повіт
- Кіцманський повіт
- Радівецький повіт
- Серетський повіт
- Сторожинецький повіт
- Сучавський повіт
- Чернівецький повіт

## Влада Герцогства Буковина

### Президент Буковини
Перший період у краї було «тимчасове управління». 6 березня 1853 року Буковинське герцогство отримало першого крайового Президента — Франца фон Шміка. До 1918 р. у краї змінилося 16 крайових президентів.
Буковинський крайовий Президент (нім. Landespräsident) підпорядковувався безпосередньо віденському урядові. До його компетенції належало політичне управління, релігійні справи, культура, освіта, торгівля, ремесла, забезпечення правопорядку. На посаду крайового Президента призначалися люди різного соціального стану, різної підготовленості, з різними політичними орієнтаціями, винятково з інших коронних земель імперії. Але всіх їх об'єднувало неухильне служіння інтересам Габсбургів.

### Крайовий уряд
Буковинський крайовий уряд (нім. K. k. Bukowiner Landes-Regierung) очолював Буковинський крайовий президент. Колегіальним органом Крайового уряду була Президія (нім. Präsidium). Структурними підрозділами Уряду були Департаменти (нім. Departements). Буковинському крайовому уряду підпорядковувались всі адміністративні органи краю. Сам же Уряд підпорядковувався МВС Австрії.

### Місцеві органи влади
Місцевими органами державної влади були Буковинські повітові управи (нім. K. k. Bukowiner Bezirkshauptmannschaften).

### Місцеве самоврядування
Органами місцевого самоврядування були Буковинський крайовий сейм (нім. Bukowiner Landtag) і Чернівецький міський магістрат (нім. Magistrat der k. k. Hauptstadt Czernowitz).

## Характерні риси австрійського періоду

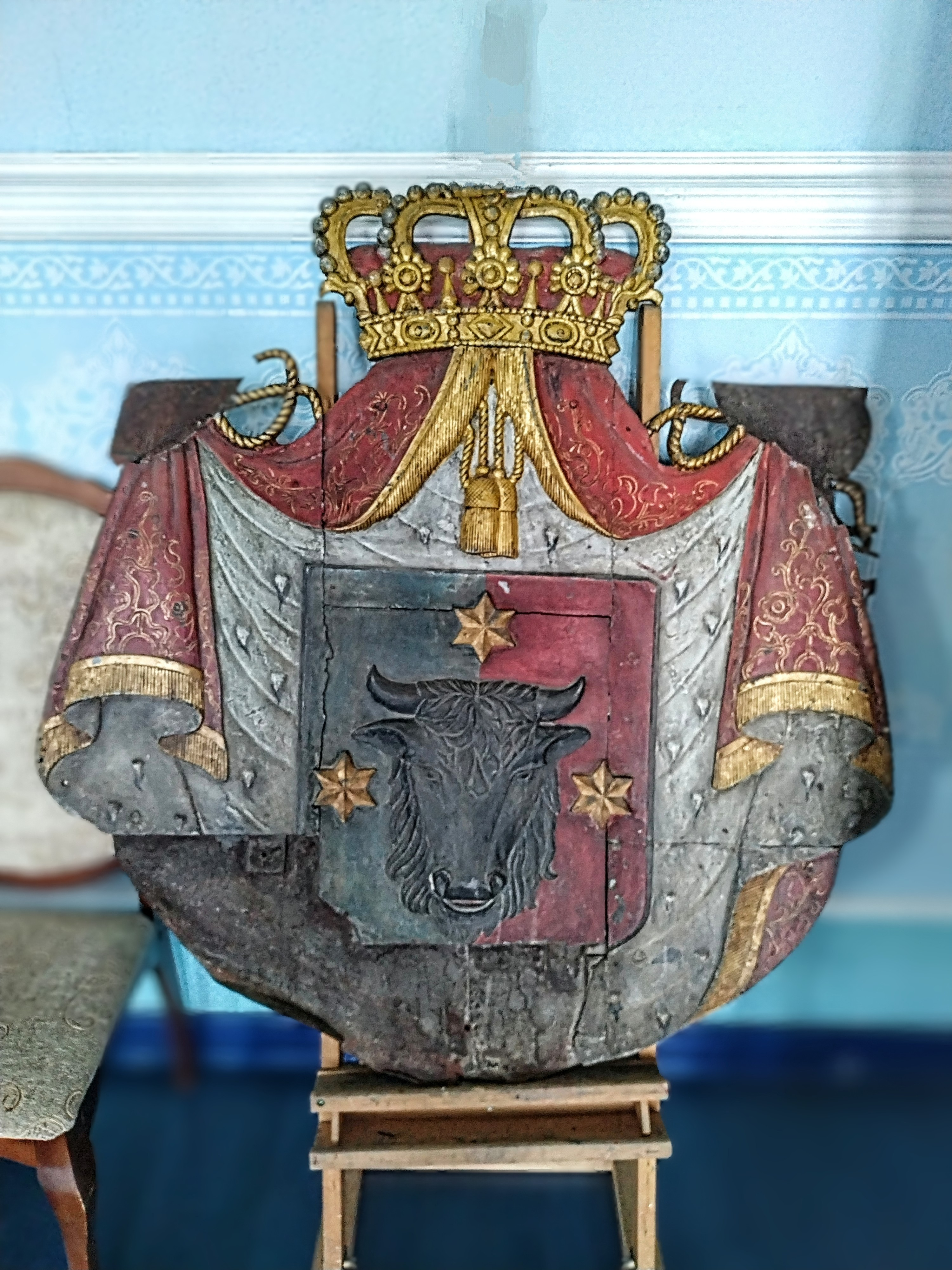
Герб герцогства Буковина у резиденції митрополитів Буковини і Далмації

У результаті воєнних дій Російської імперії та Габсбурзької монархії проти Османської імперії у 1774 р. Буковину захопили габсбурзькі війська. У складі Австрійської імперії (з 1867 р. — Австро-Угорщини) вона перебувала до 1918 р. 1781 року цісар Йосиф II видав патент (указ), яким усі парафії та монастирі в межах австрійської Буковини було об'єднано в одну єпархію та підпорядковано єпископові Досифеєві (Дозофтієві) Херескулу, єпископові Радовецькому. 12 грудня 1781 року єпископську катедру було перенесено до Чернівців. Протягом 1786—1849 рр. Буковина була у складі Королівства Галичини та Володимирії, а згодом її перетворено на окремий коронний край імперії.

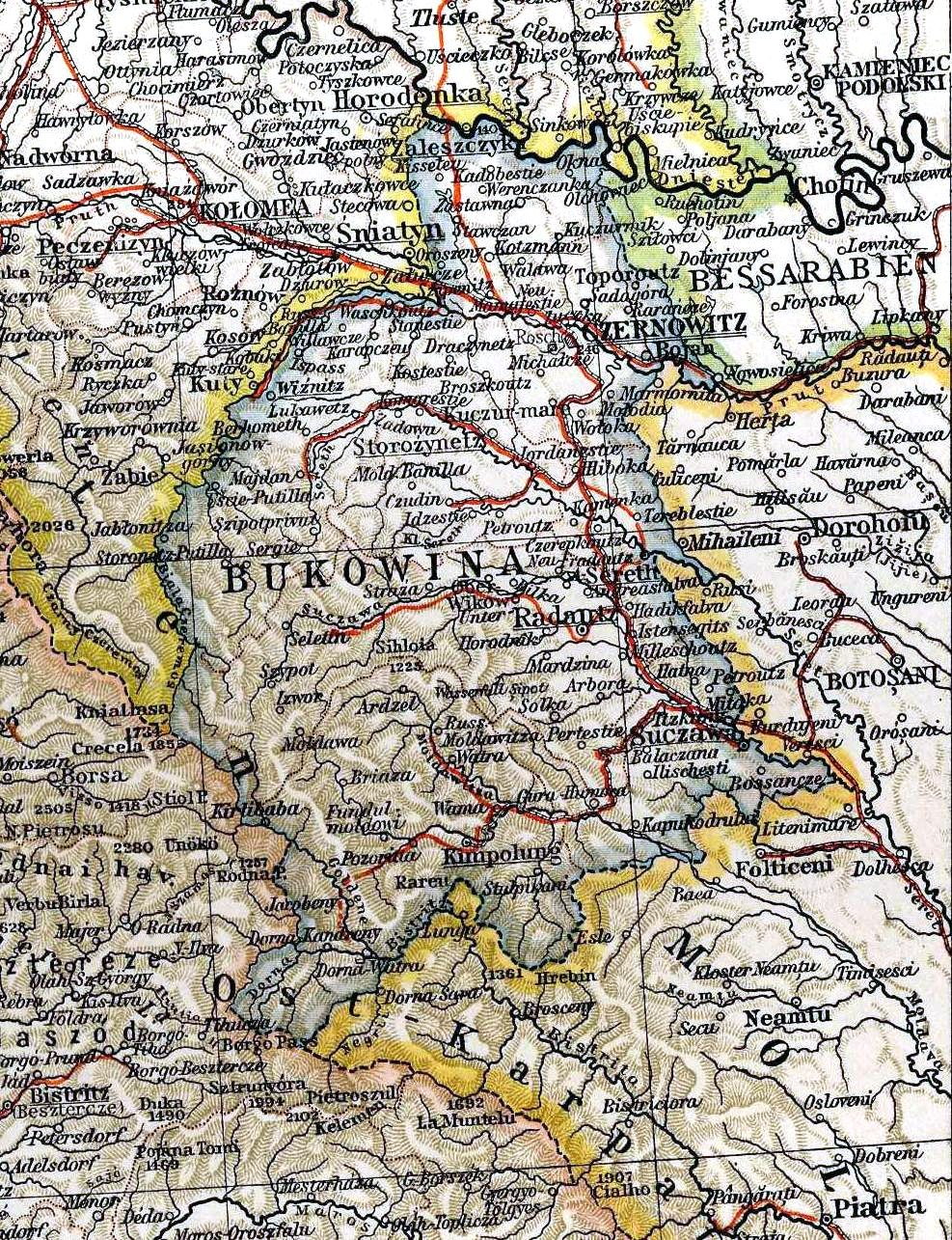
Буковина у складі Австро-Угорської імперії, мапа 1901 р.

Під час революційних подій 1848—1849 рр. населення Буковини брало участь у низці селянських повстань, які очолював Лук'ян Кобилиця, обраний депутатом австрійського парламенту. Вибори 1848 року були першими й останніми прямими і загальними виборами на Буковині, обрано послами до райхстагу 5 українців, 2 румуни і 1 німець. У 1848 в Буковині було скасовано панщину, що сприяло піднесенню національно-культурного руху українського населення, який особливо посилився після утворення у 1869 товариства «Руська Бесіда» у Чернівцях.
Після визнання Буковини окремим коронним краєм Австрійської імперії, їй було надано адміністративну автономію. На чолі краю стояв президент коронного краю, який управляв за допомогою крайового сейму та крайового виділу. Урядовою було встановлено німецьку мову. Українці увійшли до складу крайового сейму лише з 1890 р. 3 1880-х років на Буковині розпочалося справжнє українське відродження, яке очолили представники народовського напрямку в суспільному русі — Степан Смаль-Стоцький, Омелян Попович, Єротей Пігуляк, Микола Василько.
23 січня 1873 року вийшов імператорський декрет, відповідно до якого було утворено незалежну Буковинську митрополію, а митрополиту Євгенію Гакману було надано титул архієпископа Чернівецького і митрополита Буковини й Далмації. З 1880-х років у єпархії була своя друкарня, розташована в резиденції митрополита. У Чернівцях видавали багато православної релігійно-духовної й богословської літератури: двомовний єпархіальний журнал «Candela» («Світильник»), збірники церковних проповідей, церковні календарі, книги й брошури повчального характеру для мирян.
У 1885 р. почала виходити перша українська газета «Буковина». У цей час українці активно боролися за культурно-національну автономію та поділ краю на українську та румунську частини. З 1875 р. у Чернівцях діяв університет з німецькою мовою викладання. Впродовж тривалого часу у ньому працював видатний український діяч проф. Степан Смаль-Стоцький. На Буковині жили і творили видатні українські письменники Юрій Федькович і Ольга Кобилянська, які описували тяжке становище українського селянства. У зв'язку з несприятливими умовами масовою стала еміграція населення, головним чином до США та Канади. У 1891—1910 рр. з Буковини виїхало близько 50 тис. осіб. У роки першої світової війни буковинські землі зазнали значних руйнувань від воєнних дій і до липня-серпня 1917 р. були окуповані російськими військами. Після розпаду Австро-Угорщини і проголошення Західно-Української Народної Республіки (ЗУНР) Буковину було включено до її складу. Влада перейшла до утвореного 25 жовтня 1918 Українського Крайового Комітету, який організував 3 листопада 1918 велике народне віче у Чернівцях, що ухвалило рішення про входження Буковини до складу єдиної Української держави. 6 листопада 1918 р. було встановлено українську владу на землях Буковини, населених переважно українцями. Президентом краю було проголошено Омеляна Поповича.
Входження колишнього Буковинського герцогства до складу ЗУНР було підтверджено «Тимчасовим основним законом» від 13 листопада.
Однак вже 12 листопада 1918 р. румунські війська окупували Північну Буковину разом з Чернівцями. Тут 28 листопада 1918 р. було сфабриковане рішення так званого Генерального Конгресу Буковини, що складався винятково з румунів, про об'єднання Буковини з Румунським королівством.